# Eslövs församling
Eslövs församling är en församling i Frosta-Rönnebergs kontrakt i Lunds stift. Församlingen ligger i Eslövs kommun i Skåne län. Församlingen ingår i Eslövs pastorat.

## Administrativ historik
Församlingen har medeltida ursprung, före 1952 med namnet Västra Sallerups församling. Församlingen var mellan 1948 och årsskiftet 1951/1952 uppdelad i två kyrkobokföringsdistrikt, Västra Sallerups kbfd och Eslövs kbfd. 
Församlingen var till och med 1961 moderförsamling i pastoratet Västra Sallerup/Eslöv och Remmarlöv för att därefter från 1962 till och med 1991 utgöra ett eget pastorat. År 1971 införlivades Remmarlövs församling. Från 1992 till 2006 var församlingen moderförsamling i pastoratet Eslöv och Örtofta som från 2002 även omfattade Östra Strö-Skarhults församling. År 2006 införlivades Örtofta församling, Borlunda-Skeglinge församling och Östra Strö-Skarhults församling. År 2008 införlivades Gårdstånga-Holmby församling. Församlingen utgjorde ett eget pastorat till 2014, då Eslövs pastorat tillfördes Marieholms församling och Östra Onsjö församling. År 2022 införlivades Löberöds församling.

## Organister
| Verksam | Namn               | Levnadstid | Övrigt |
| ------- | ------------------ | ---------- | ------ |
| 1938–   | Gösta Axel Myrgart | 1908–      | [ 6 ]  |

## Kyrkor

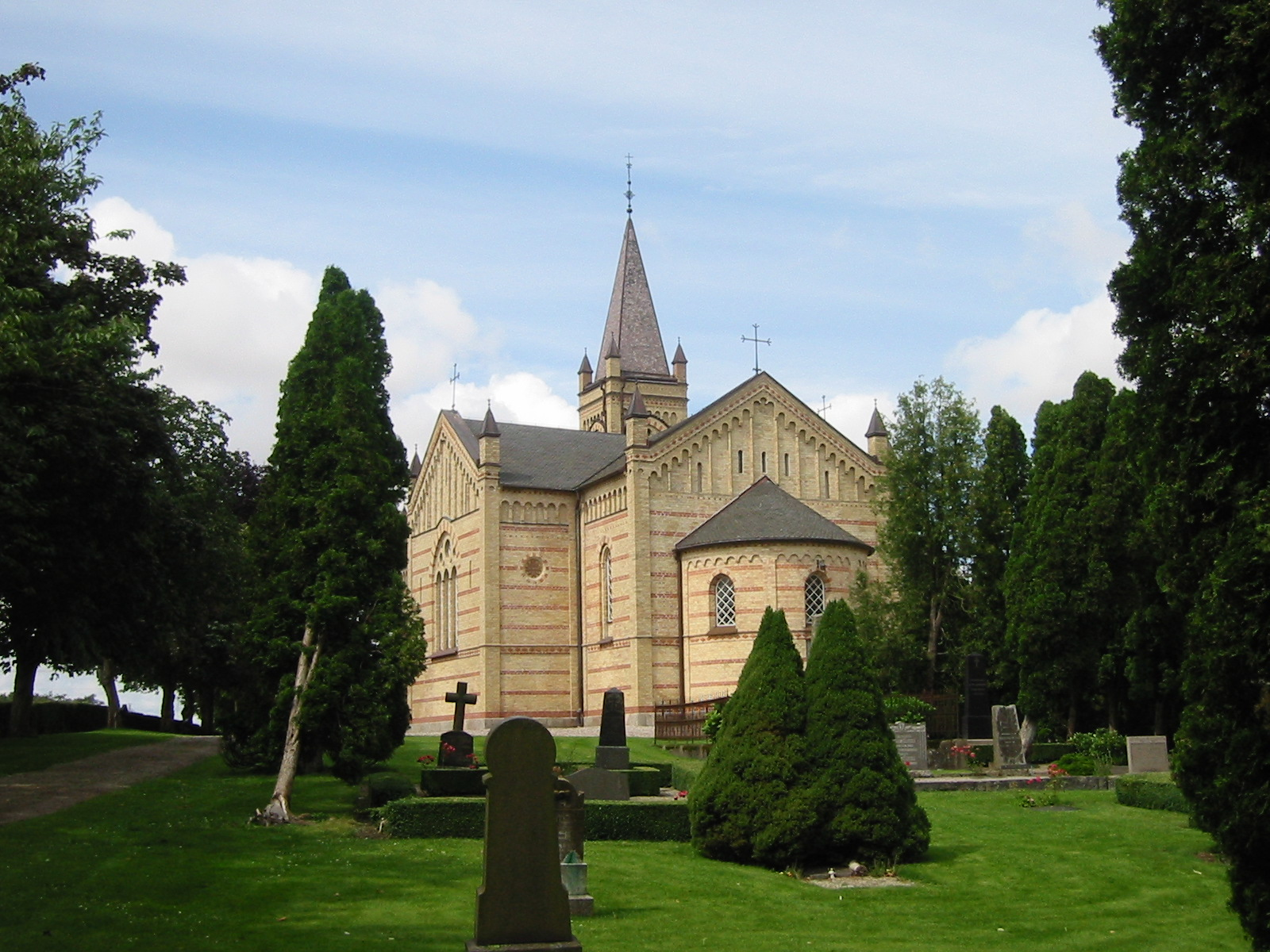
Borlunda kyrka
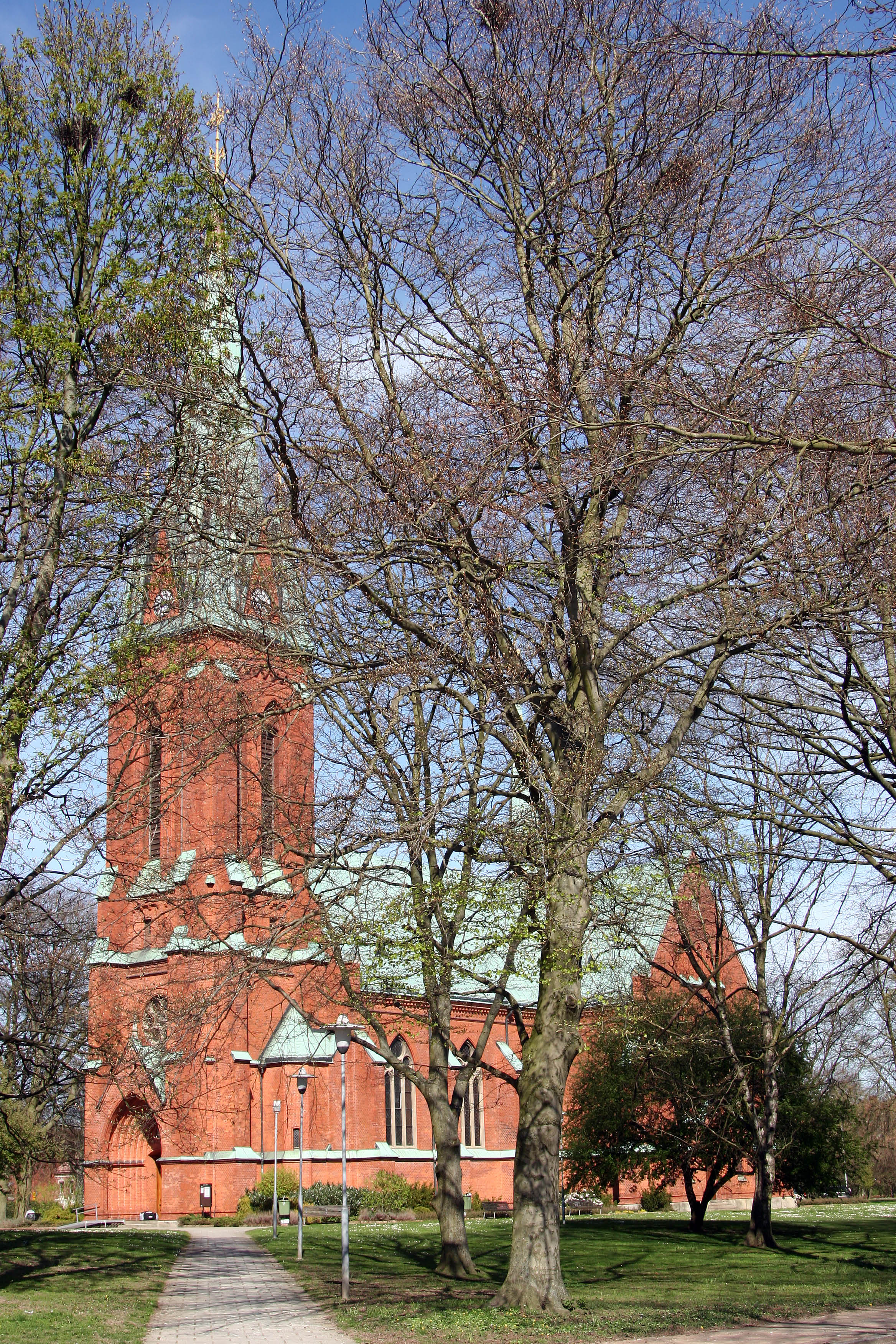
Eslövs kyrka
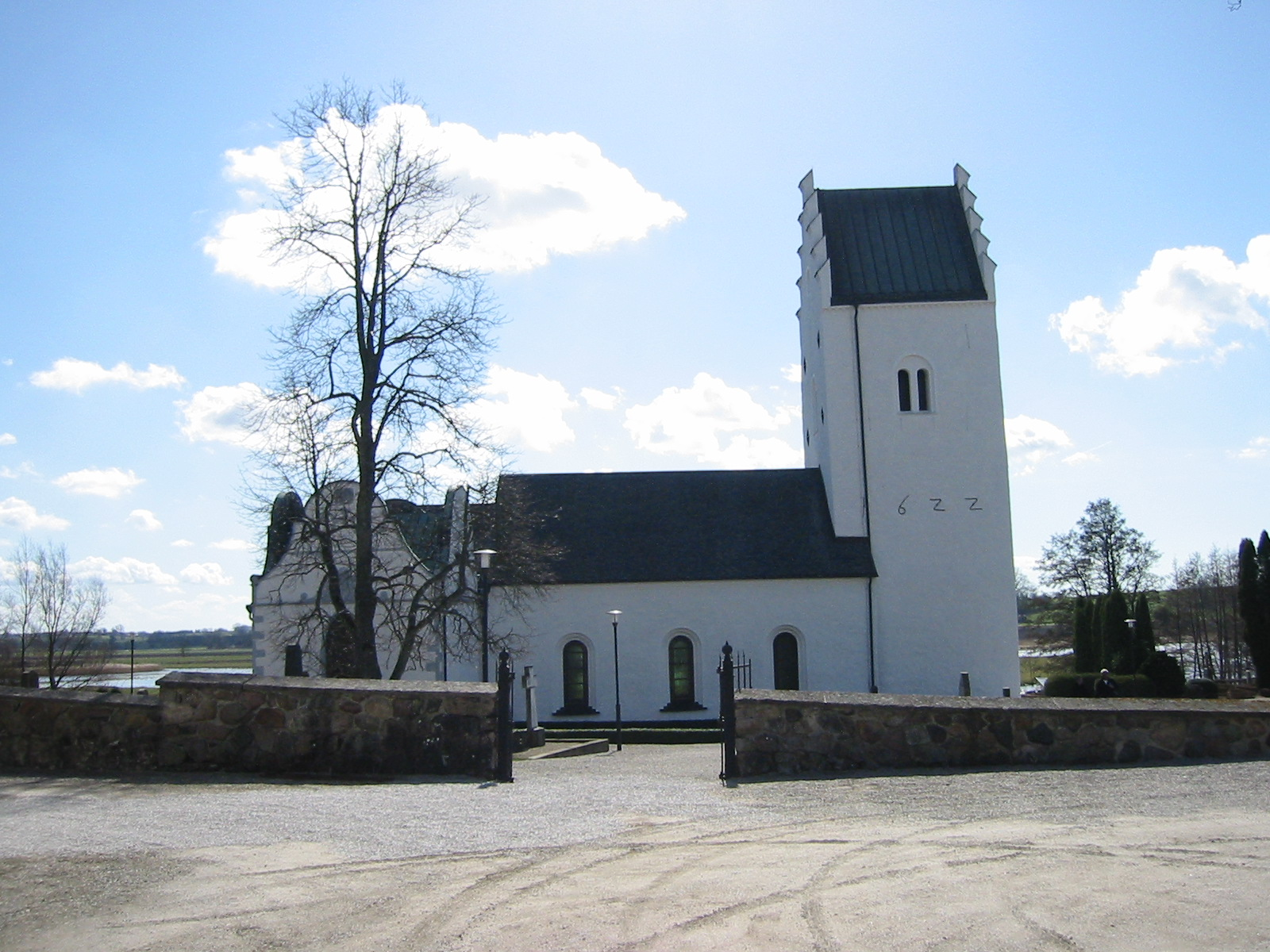
Gårdstånga kyrka
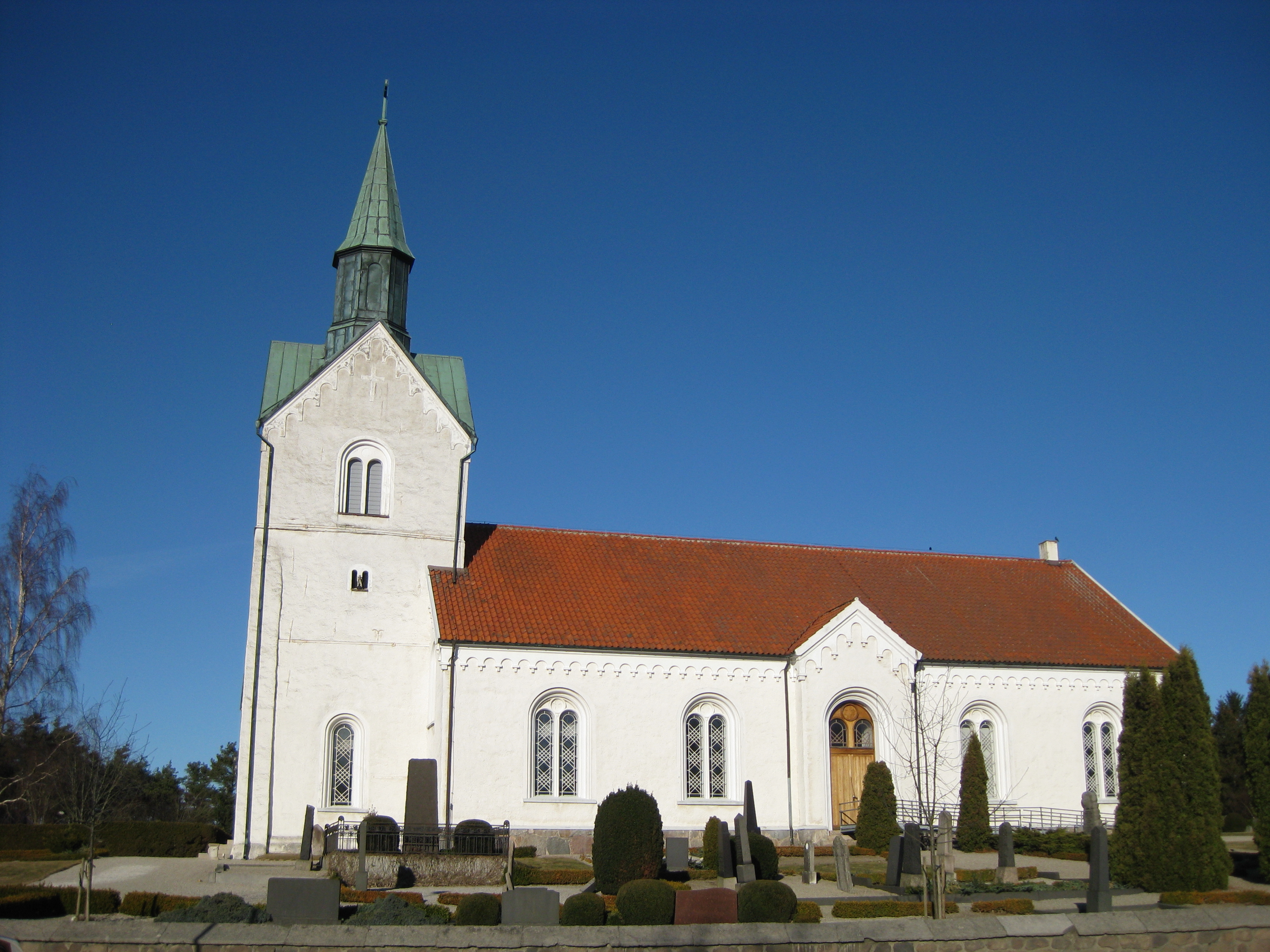
Holmby kyrka
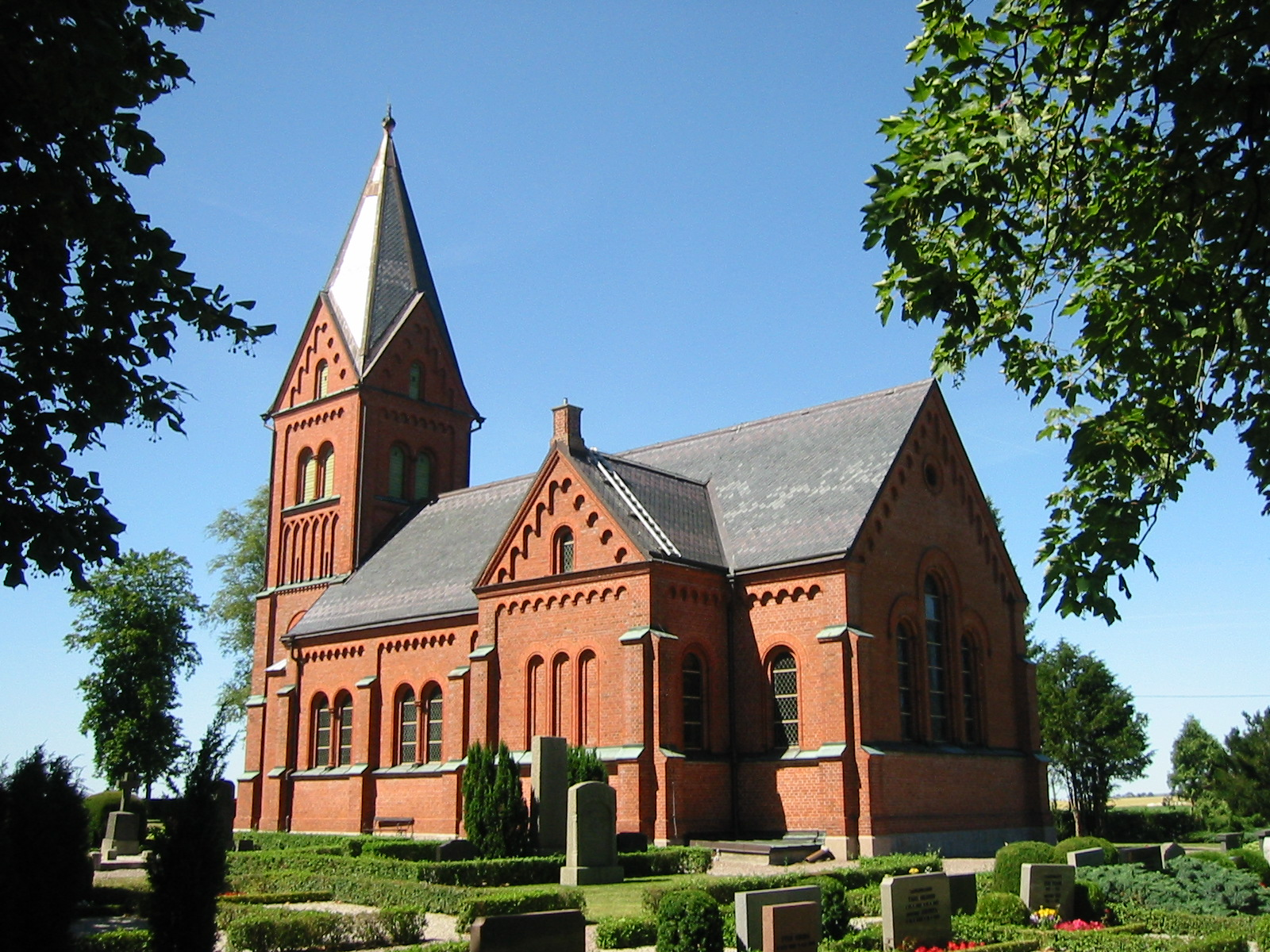
Remmarlövs kyrka
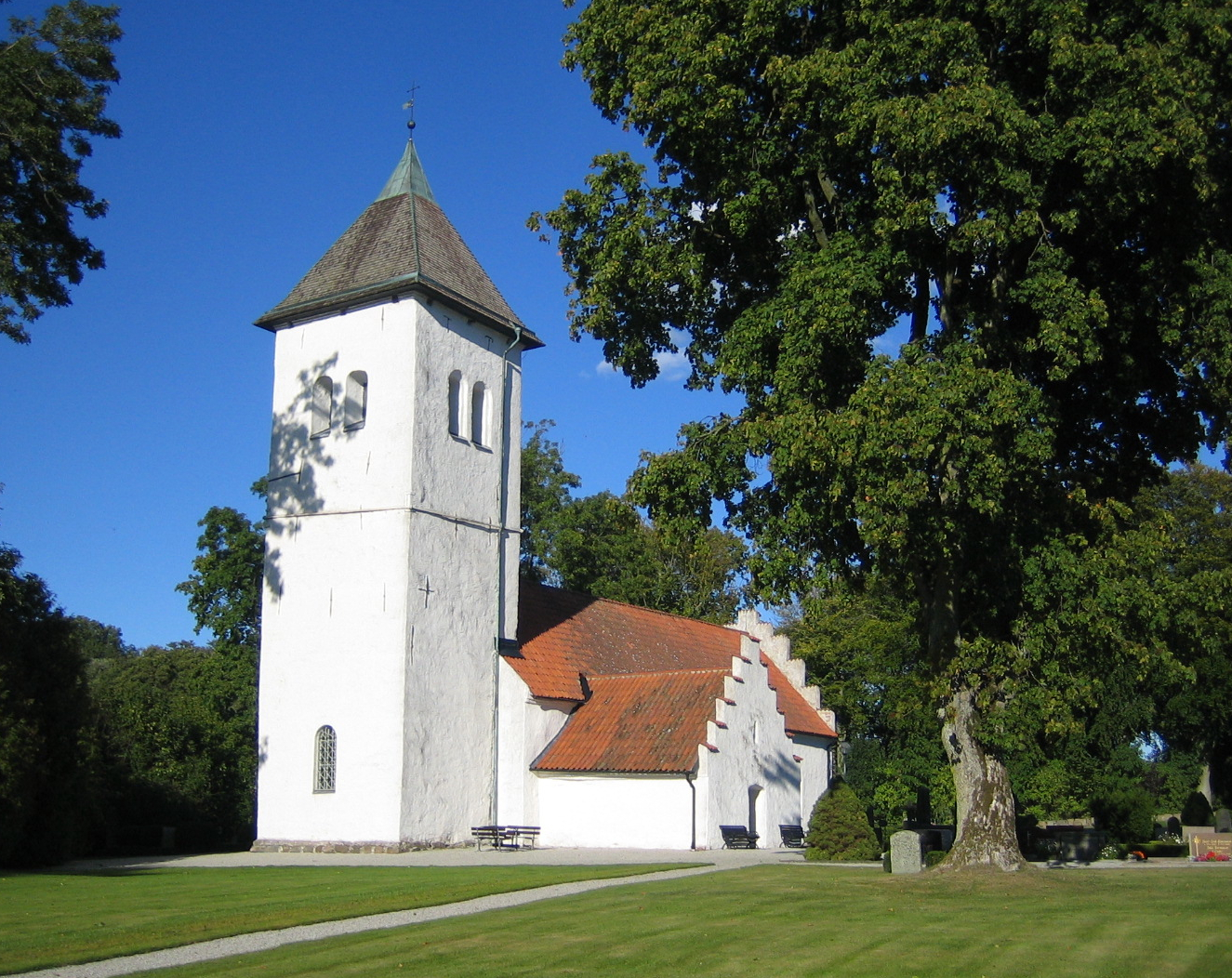
Skarhults kyrka
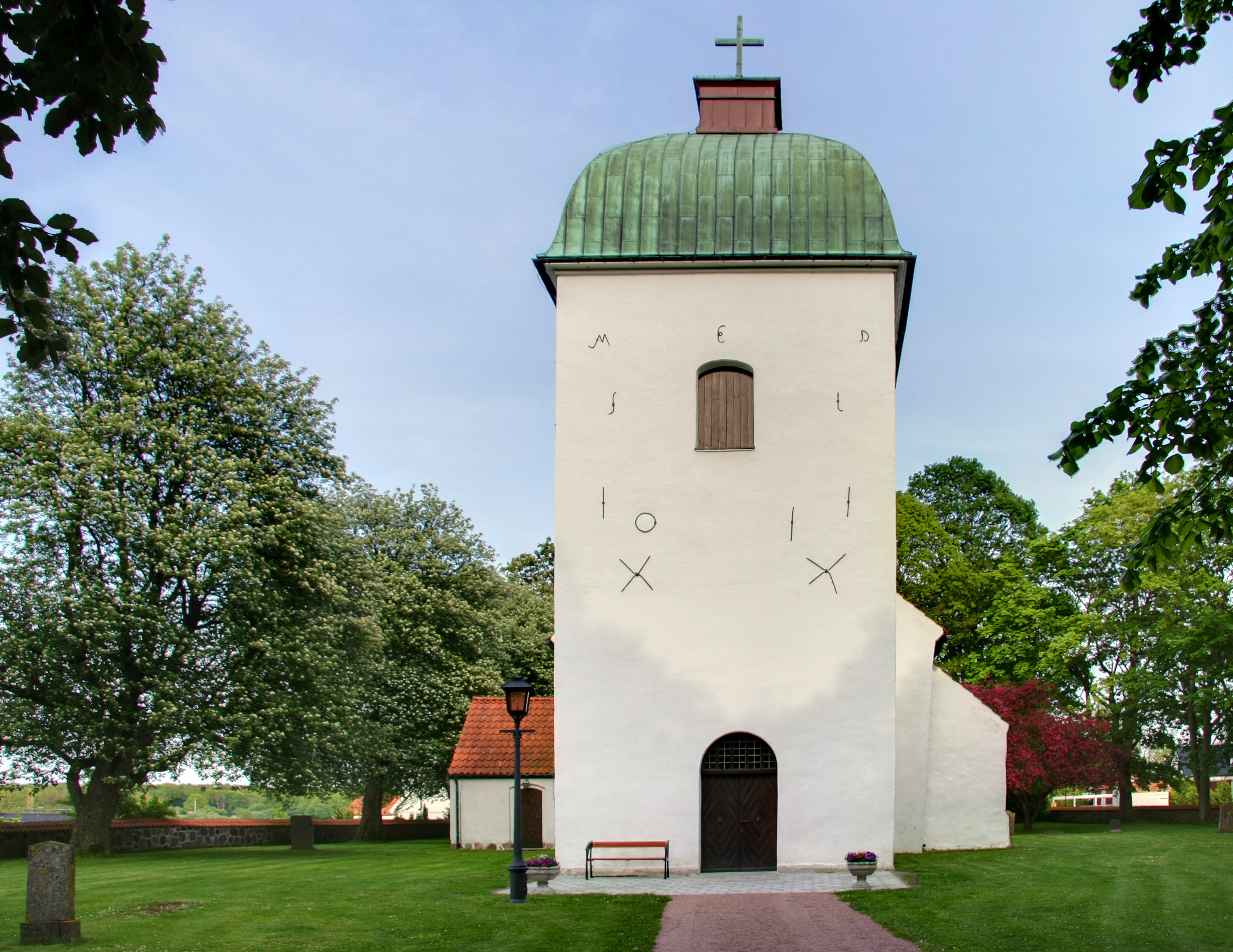
Västra Sallerups kyrka
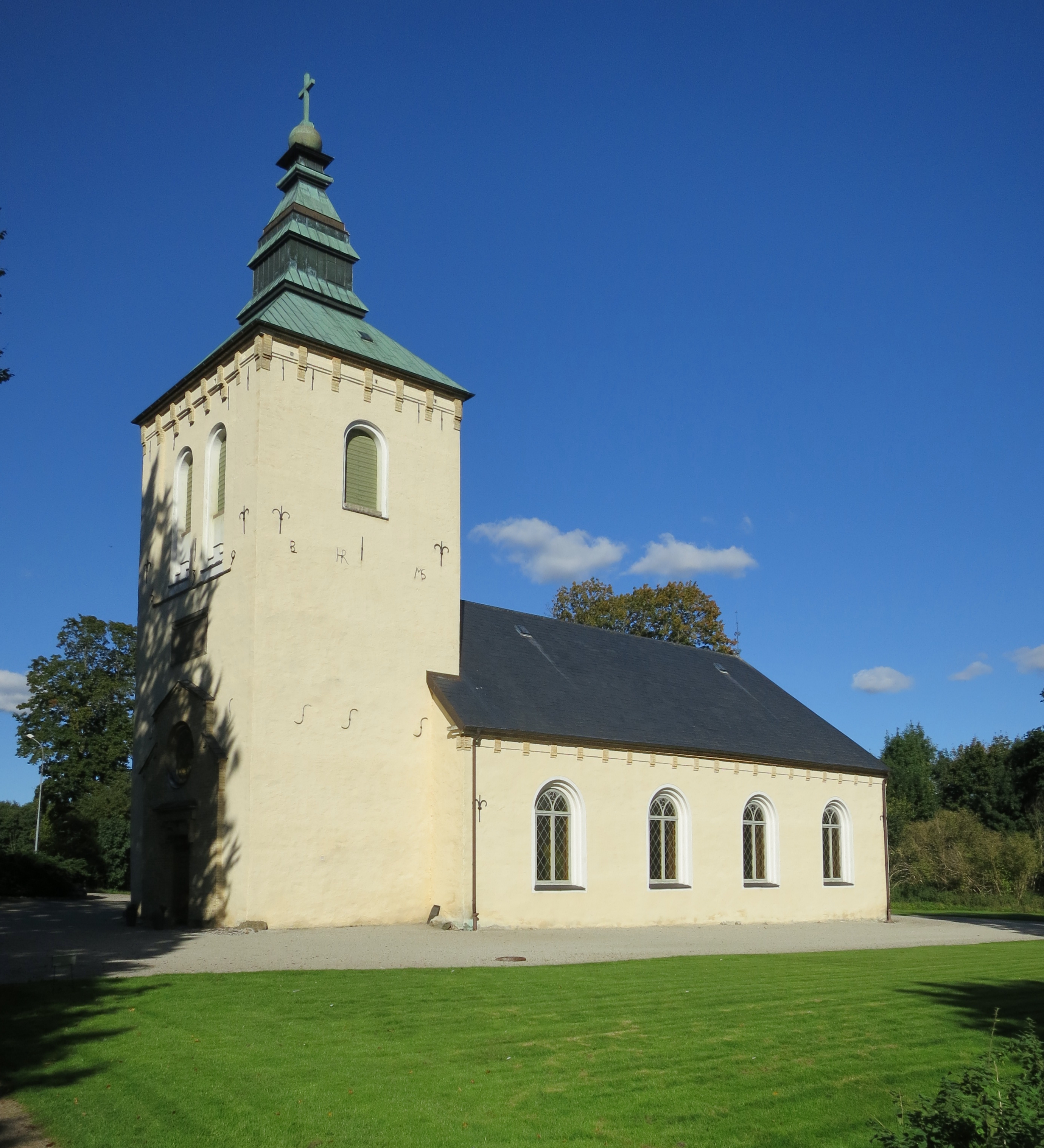
Örtofta kyrka
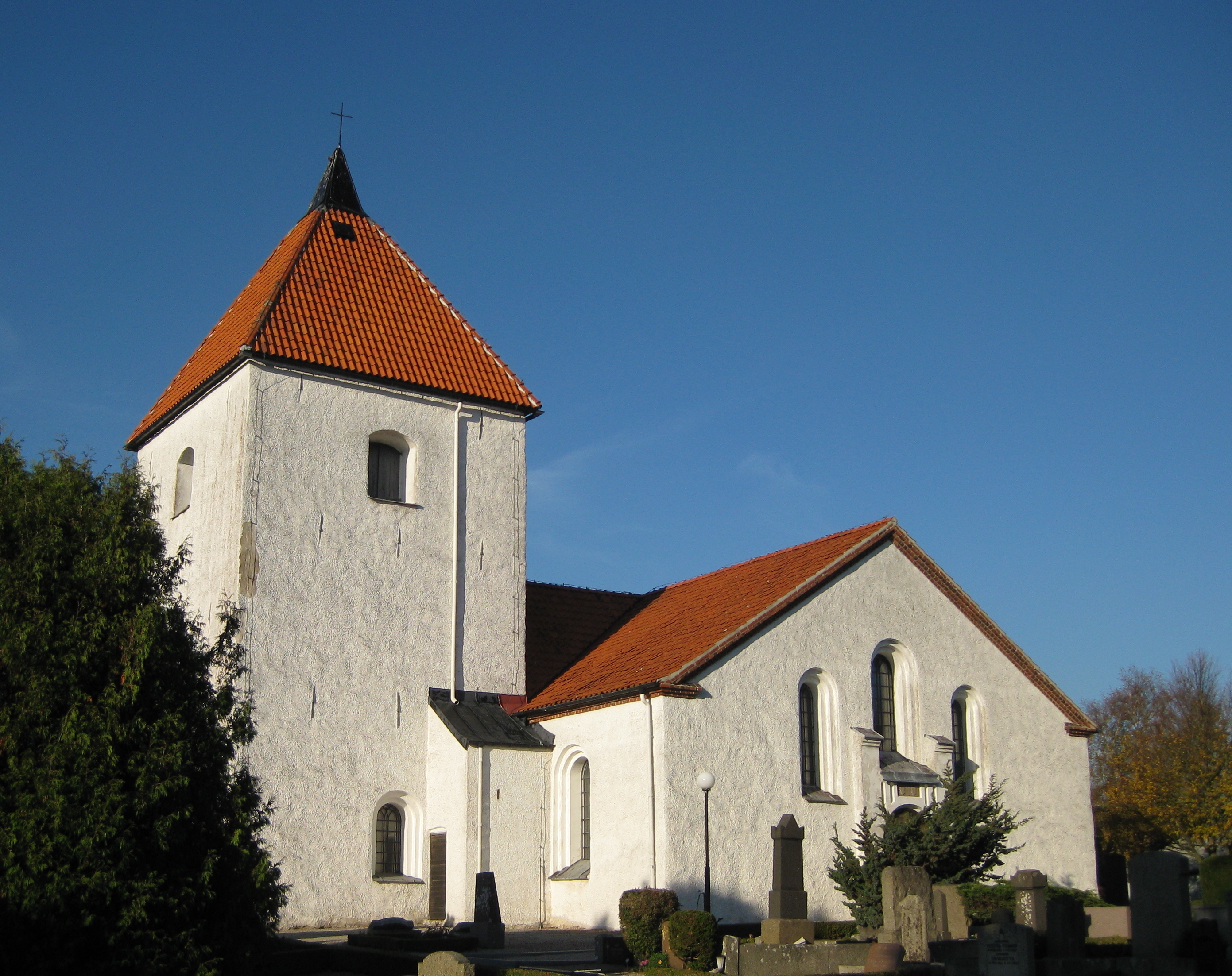
Östra Strö kyrka
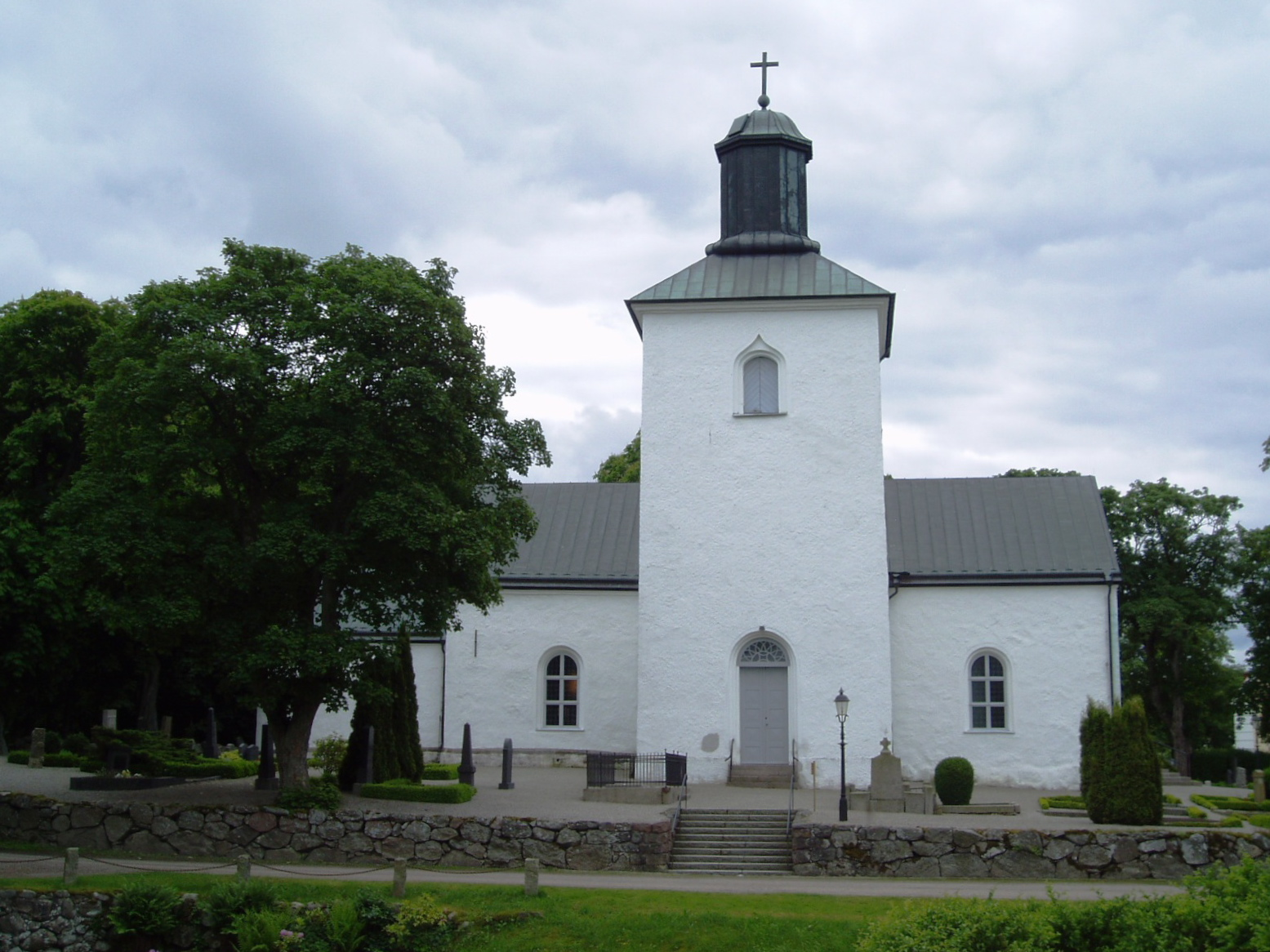
Högseröds kyrka
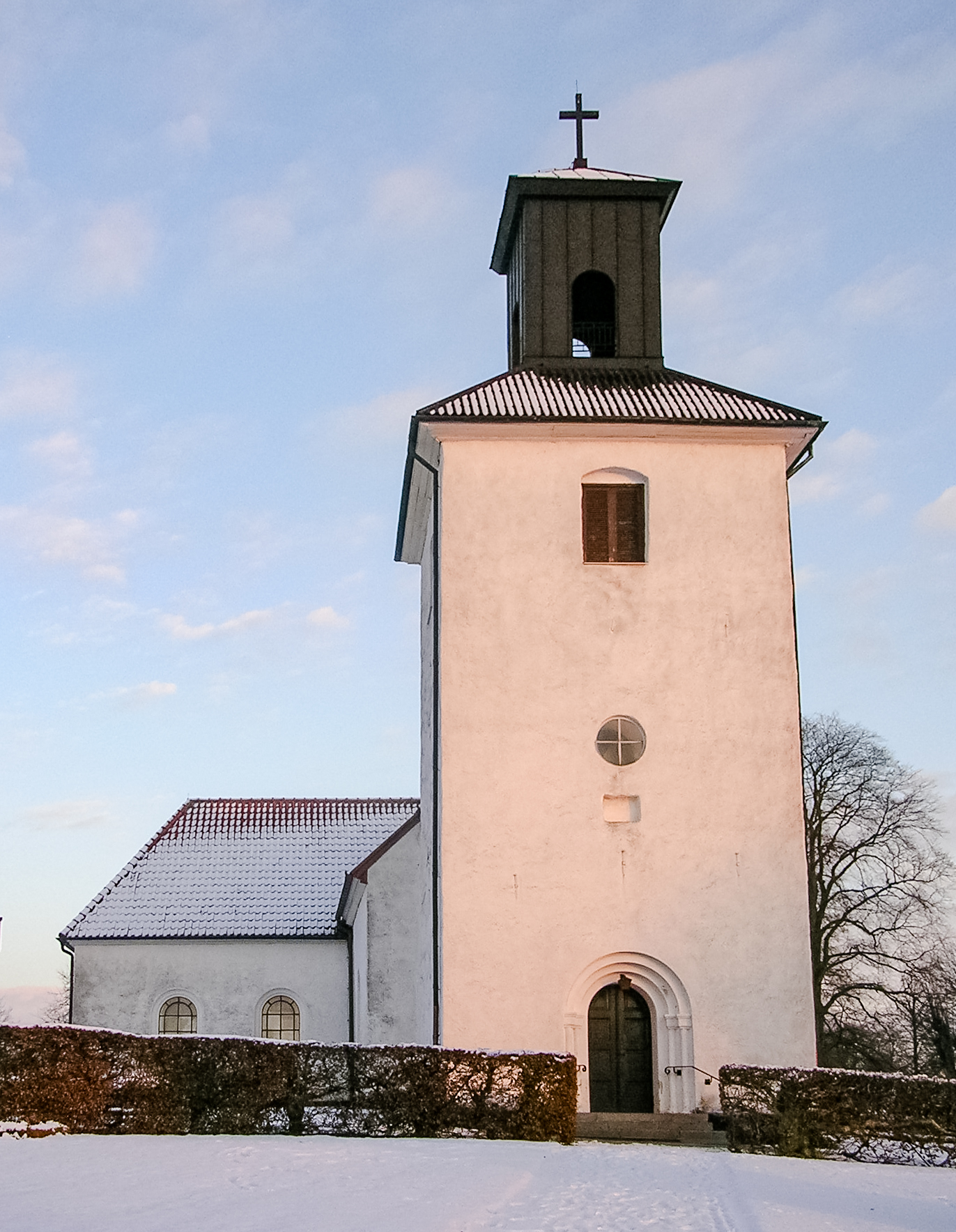
Harlösa kyrka
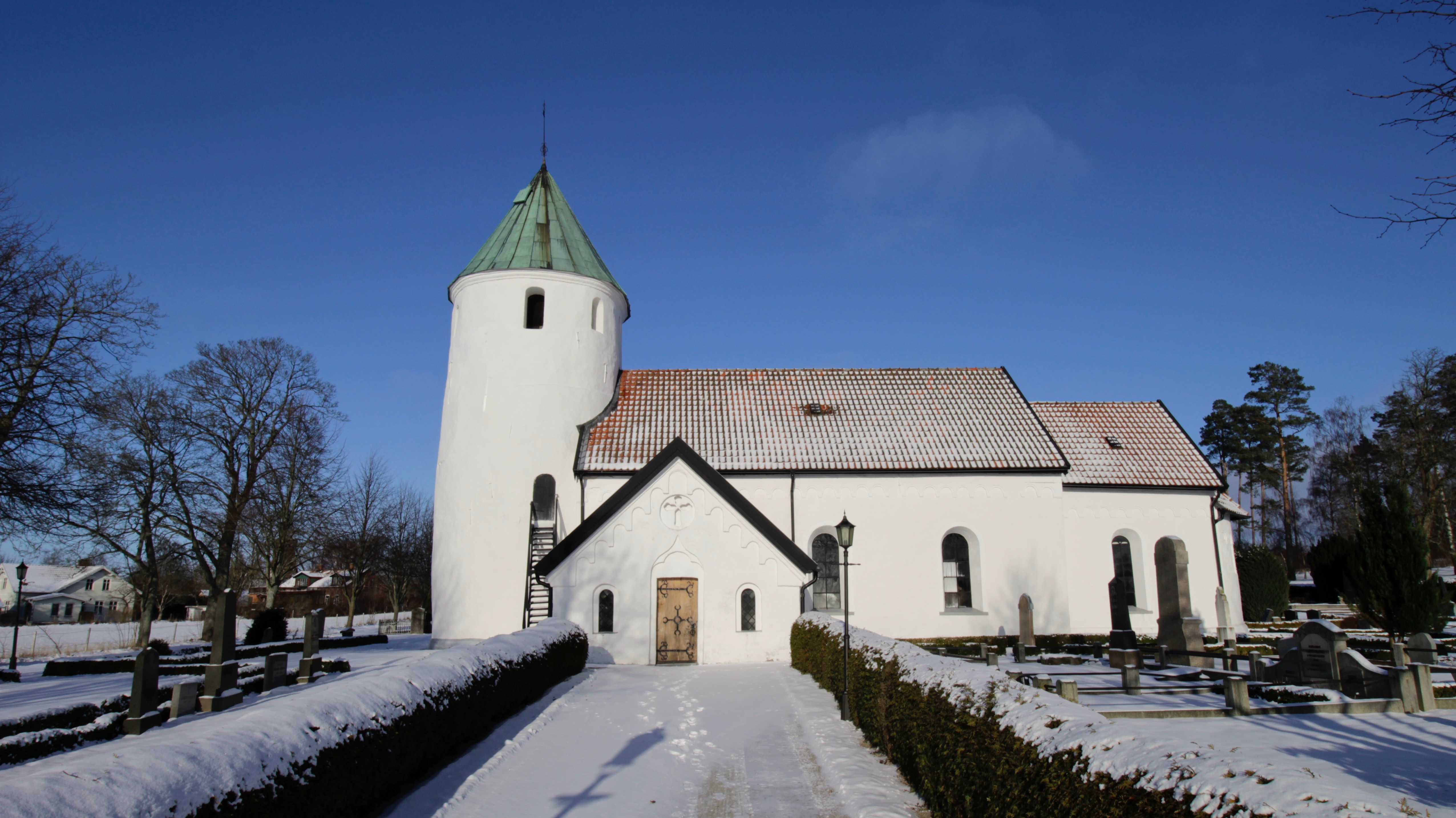
Hammarlunda kyrka